# Salcedo (Samar oriental)
Pour les articles homonymes, voir Salcedo.
Salcedo est une localité de la province du Samar oriental, aux Philippines. En 2015, elle compte 22 532 habitants.